# Víla Amálka
Víla Amálka é uma série de televisão animada da Checoslováquia criada em 1975. Foi, e ainda é regularmente, exibida como parte do Večerníček, um programa noturno de longa duração destinado a crianças. A obra de arte foi criada por Václav Čtvrtek. O desenho em si foi desenhado e dirigido por Václav Bedřich, com narração de Jiří Hrzán. Um total de 13 episódios de cerca de 8 minutos cada foram produzidos.
Em 2013, Víla Amálka começou a ganhar popularidade no Japão, com os episódios sendo dublados em japonês. Uma gama de brinquedos com personagens do desenho também foi lançada.